# Grande Prêmio de Mônaco de 1988
Resultados do Grande Prêmio de Mônaco de Fórmula 1 realizado em Montecarlo em 15 de maio de 1988. Terceira etapa do campeonato, foi vencido pelo francês Alain Prost, da McLaren-Honda, que subiu ao pódio ladeado por Gerhard Berger e Michele Alboreto, pilotos da Ferrari.

## Resumo

### Um começo avassalador
Quem primeiro chegou em Mônaco foi a chuva, pois a mesma tornou ainda mais desafiador o traçado do circuito homônimo, mas para a McLaren nada mudou, pois os seus pilotos marcaram os melhores tempos na quinta-feira, com Ayrton Senna quase dois segundos na frente de Alain Prost. "Sem dúvida, Mônaco é a pista mais importante da temporada para você largar na frente". "Os riscos de acidente são menores e você tem pista livre para fazer seu próprio ritmo de corrida, fazer o seu jogo. Quem vem atrás tem um trabalho gigantesco e se desgasta muito mais, pois os pontos de ultrapassagem praticamente não existem", disse o brasileiro, vice-líder do certame.
O caminho de Ayrton Senna em busca do melhor tempo foi antecedido pelo desempenho de Nigel Mansell, dono da melhor marca com sua Williams até a batida entre a Ferrari de Gerhard Berger e a Rial de Andrea de Cesaris no túnel do principado. Retomada a sessão, os motores Honda falaram mais alto com a Lotus de Nelson Piquet (relegado ao décimo terceiro posto no curso do treino) e com a McLaren de Alain Prost até cinco minutos do fim quando a sua marca foi pulverizada graças ao tempo marcado por Ayrton Senna já com pneus slicks. Mesmo reclamando da aderência da pista, Senna foi resoluto quanto ao treino de sábado onde os tempos cronometrados serão mais baixosː "Isso se não chover. Com o tempo bom, vai dar para melhorar".
Dono do melhor tempo até então, Ayrton Senna demorou a ir para a pista no sábado, preferindo aguardar nos boxes até que o asfalto estivesse mais emborrachado. "Com quase dois segundo de vantagem sobre o Prost, não há o menor sentido em arriscar o pescoço numa pista com 30 carros. Vou ficar aqui e ver o que acontece", afirmou Senna enquanto os minutos passavam e os competidores lançavam-se em busca da melhor marca. Somente quando a Ferrari de Gerhard Berger aproximou-se de seu tempo marcado na sexta e a McLaren de Alain Prost ameaçou superá-lo, o brasileiro resolveu competir e com isso girou abaixo de um minuto e vinte e quatro deixando Alain Prost a quase um segundo e meio de distância. De volta aos boxes, ele retornaria à pista nos momentos finais do treino, mas apenas a fim de evitar dissabores de última hora. Eufórico, Creighton Brown, um dos diretores da McLaren, não conteve as palavrasː "Nunca vi nada parecido com aquela volta de Ayrton em toda a minha vida. Incrível".
Examinando as principais posições do grid vemos que a McLaren assegurou a primeira fila com Ayrton Senna adiante de Alain Prost (fiel ao seu estilo, o francês reclamou do tráfego, do equilíbrio do carro e até da válvula limitadora do turbo, a qual estaria abrindo cedo demais e o fez perder potência) com Gerhard Berger e Michele Alboreto vindo a seguir nas duas máquinas da Ferrari. Mas se para o austríaco o terceiro lugar representa um prêmio por sua regularidade, para Alboreto o quarto lugar é uma resposta às especulações de que o time carmesim negocia com Alessandro Nanini para 1989. Dentre os bólidos com motor aspirado, os melhores foram a Williams de Nigel Mansell e a Benetton de Alessandro Nanini.
Tempos depois, ao comentar o desempenho que garantiu-lhe a décima nona pole position da carreira, Ayrton Senna descreveu os fatos de maneira incomum, metafísica e intransferívelː "Entrei em outra dimensão. Não vi mais a pista, tinha virado um túnel. A distinção entre o homem e a máquina deixou de existir, eu me fundi com o carro, éramos uma coisa só. Depois de cinco voltas tive um estalo, uma agulhada, e acordei para a situação de extremo perigo em que estava. Meu corpo começou a tremer, e fui para os boxes".

### O maior erro de Ayrton Senna
Ayrton Senna manteve a liderança após a largada enquanto Gerhard Berger assumiu a segunda posição graças à melhor tração de sua Ferrari na curva do Cassino e deixou Alain Prost em terceiro lugar. No fundo do grid, porém, a confusão foi inevitávelː embora a AGS de Philippe Streiff tenha parado por falha mecânica, a Scuderia Italia de Alex Caffi (sob o chassis Dallara) bateu na Sainte Dévote pouco antes de Nelson Piquet abandonar a corrida quando o bico de sua Lotus foi danificado ao tocar a Arrows de Eddie Cheever. Com Berger servindo de anteparo, Senna distanciou-se tanto do austríaco quanto de Prost sempre girando entre um e dois segundos mais rápido que seus perseguidores imediatos. Com as três primeiras posições inalteradas, a esperança seria torcer por um entrevero, no entanto traçado monegasco forçou os contendores a respeitar os limites estreitos da pista e assim o domingo tornou-se modorrento com Nigel Mansell, Michele Alboreto e Alessandro Nanini completando a zona de pontuação.
O ritmo letárgico da prova foi quebrado por Michele Alboreto na volta 32, momento em que o piloto italiano forçou pela parte de dentro da pista e confrontou Nigel Mansell para ficar com a quarta posição, mas a execução da manobra resultou num acidente entre ambos na curva da Piscina quando o britânico da Williams fechou a porta para defender sua posição, mas a proximidade entre os carros os fez baterem e com isso Mansell saiu da pista e abandonou a disputa, enquanto Alboreto seguiu adiante. Curiosamente, o infortúnio da Williams foi compensado pela ascensão de Riccardo Patrese ao sexto lugar. Algumas voltas depois, a Benetton de Alessandro Nanini parou por falhas no câmbio. Na volta cinquenta e dois aconteceu um novo lance de emoção quando Patrese, que caíra para oitavo, foi bloqueado na Curva Mirabeau pelo retardatário Philippe Alliot, mas o italiano valeu-se de sua experiência e evitou o choque. Pior para Alliot, cuja Larrousse (sob o chassis Lola) ficou pelo caminho.
Alain Prost manteve-se na perseguição a Gerhard Berger e na volta cinquenta e quatro e ultrapassou o austríaco na Sainte Dévote. Embora estivesse a 50 segundos de Ayrton Senna, o francês aproveitou o espaço à sua frente e acelerou descontando quatro segundos, no que foi respondido por Senna. Temendo uma pane seca ante a decisão de Senna em forçar (desnecessariamente) o ritmo extendendo sua vantagem para cinquenta e cinco segundos na volta sessenta e dois, Ron Dennis informou ao líder da prova que Prost não o ameaçaria e a partir de então Senna reduziu sua velocidade. A partir deste momento a sorte da prova mudou, pois tão logo completou sessenta e seis voltas o carro de Senna surgiu destroçado no guard rail da curva Portier, pouco antes do túnel. Um amargo fim de prova para quem estava com a vitória ao alcance das mãosǃ "Quando o boxe mandou reduzir a velocidade e eu soube que o Prost também tinha reduzido, perdi a concentração e cometi um erro", disse o brasileiro no calor da hora. Pouco depois ele seguiu para o seu apartamento no Houston Palace e manteve-se incomunicável por algum tempo.
Ao ser localizado por Reginaldo Leme, Senna manteve a "perda de concentração" como diagnose, mas logo surgiu uma versão na qual um pneu murcho o fizera resvalar na mureta, perder o controle do carro, rodar e bater, embora um anônimo integrante da McLaren tenha resumido o fato de maneira distintaː "Senna cometeu três erros. Aumentou a velocidade sem necessidade, demorou a atender a ordem do boxe e e cometeu um erro de cálculo".
Beneficiado pelas circunstâncias, Alain Prost manteve sua McLaren na liderança e não assumiu qualquer risco até vencer a corrida, deixando Gerhard Berger em segundo e Michele Alboreto em terceiro lugar, num bom resultado para o dueto da Ferrari. Derek Warwick terminou em quarto com a Arrows, Jonathan Palmer foi o quinto ao volante da Tyrrell e Riccardo Patrese marcou o primeiro ponto da Williams no campeonato ao garantir o sexto lugar. Ao todo, a França soma agora dez vitórias em quarenta e seis edições do Grande Prêmio de Mônaco, quatro das quais obtidas por Alain Prost, líder do campeonato com 24 pontos em 27 possíveis (um aproveitamento de 89%), tendo Gerhard Berger na vice-liderança com 14 pontos. Entre os construtores, a liderança pertence à McLaren com 33 pontos enquanto a Ferrari soma 20. Quanto a Ayrton Senna, este saiu do principado menor do que entrou, pois a expectativa gerada por seu desempenho esvaiu-se ante o erro por ele cometido.

## Classificação da prova

### Treinos oficiais
| Pos.   | Nº | Piloto             | Equipe          | Q1       | Q2       | Diferença |
| ------ | -- | ------------------ | --------------- | -------- | -------- | --------- |
| 1      | 12 | Ayrton Senna       | McLaren-Honda   | 1:26.464 | 1:23.998 | —         |
| 2      | 11 | Alain Prost        | McLaren-Honda   | 1:28.375 | 1:25.425 | + 1.427   |
| 3      | 28 | Gerhard Berger     | Ferrari         | 1:29.001 | 1:26.685 | + 2.687   |
| 4      | 27 | Michele Alboreto   | Ferrari         | 1:29.931 | 1:27.297 | + 3.299   |
| 5      | 5  | Nigel Mansell      | Williams-Judd   | 1:28.475 | 1:27.665 | + 3.667   |
| 6      | 19 | Alessandro Nannini | Benetton-Ford   | 1:29.093 | 1:27.869 | + 3.871   |
| 7      | 17 | Derek Warwick      | Arrows-Megatron | 1:29.928 | 1:27.872 | + 3.874   |
| 8      | 6  | Riccardo Patrese   | Williams-Judd   | 1:29.130 | 1:28.016 | + 4.018   |
| 9      | 18 | Eddie Cheever      | Arrows-Megatron | 1:32.889 | 1:28.227 | + 4.229   |
| 10     | 3  | Jonathan Palmer    | Tyrrell-Ford    | 1:30.679 | 1:28.358 | + 4.360   |
| 11     | 1  | Nelson Piquet      | Lotus-Honda     | 1:30.924 | 1:28.403 | + 4.405   |
| 12     | 14 | Philippe Streiff   | AGS-Ford        | 1:29.597 | 1:28.527 | + 4.529   |
| 13     | 30 | Philippe Alliot    | Lola-Ford       | 1:31.375 | 1:28.536 | + 4.538   |
| 14     | 15 | Maurício Gugelmin  | March-Judd      | 1:32.148 | 1:28.610 | + 4.612   |
| 15     | 24 | Luis Pérez-Sala    | Minardi-Ford    | 1:31.662 | 1:28.625 | + 4.627   |
| 16     | 20 | Thierry Boutsen    | Benetton-Ford   | 1:29.539 | 1:28.640 | + 4.642   |
| 17     | 36 | Alex Caffi         | Dallara-Ford    | 1:33.691 | 1:29.075 | + 5.077   |
| 18     | 32 | Oscar Larrauri     | EuroBrun-Ford   | 1:31.861 | 1:29.093 | + 5.095   |
| 19     | 22 | Andrea de Cesaris  | Rial-Ford       | 1:33.183 | 1:29.298 | + 5.300   |
| 20     | 25 | René Arnoux        | Ligier-Judd     | 1:31.964 | 1:29.480 | + 5.482   |
| 21     | 29 | Yannick Dalmas     | Lola-Ford       | 1:33.158 | 1:29.601 | + 5.603   |
| 22     | 16 | Ivan Capelli       | March-Judd      | 1:35.216 | 1:29.603 | + 5.605   |
| 23     | 9  | Piercarlo Ghinzani | Zakspeed        | 1:33.005 | 1:30.121 | + 6.213   |
| 24     | 31 | Gabriele Tarquini  | Coloni-Ford     | 1:32.792 | 1:30.252 | + 6.254   |
| 25     | 21 | Nicola Larini      | Osella          | 1:36.705 | 1:30.335 | + 6.337   |
| 26     | 26 | Stefan Johansson   | Ligier-Judd     | 1:36.036 | 1:30.505 | + 6.507   |
| DNQ    | 2  | Satoru Nakajima    | Lotus-Honda     | 1:30.611 | 1:31.573 | + 6.613   |
| DNQ    | 10 | Bernd Schneider    | Zakspeed        | 1:33.585 | 1:30.613 | + 6.615   |
| DNQ    | 23 | Adrián Campos      | Minardi-Ford    | 1:32.627 | 1:30.793 | + 6.795   |
| DNQ    | 4  | Julian Bailey      | Tyrrell-Ford    | 1:34.192 | 1:30.816 | + 6.818   |
| Fonte: |    |                    |                 |          |          |           |

### Corrida
| Pos.   | Nº | Piloto             | Construtor      | Voltas | Tempo/Diferença        | Grid | Pontos |
| ------ | -- | ------------------ | --------------- | ------ | ---------------------- | ---- | ------ |
| 1      | 11 | Alain Prost        | McLaren-Honda   | 78     | 1:57:17.077            | 2    | 9      |
| 2      | 28 | Gerhard Berger     | Ferrari         | 78     | + 20.453               | 3    | 6      |
| 3      | 27 | Michele Alboreto   | Ferrari         | 78     | + 41.229               | 4    | 4      |
| 4      | 17 | Derek Warwick      | Arrows-Megatron | 77     | + 1 volta              | 7    | 3      |
| 5      | 3  | Jonathan Palmer    | Tyrrell-Ford    | 77     | + 1 volta              | 10   | 2      |
| 6      | 6  | Riccardo Patrese   | Williams-Judd   | 77     | + 1 volta              | 8    | 1      |
| 7      | 29 | Yannick Dalmas     | Lola-Ford       | 77     | + 1 volta              | 21   |        |
| 8      | 20 | Thierry Boutsen    | Benetton-Ford   | 76     | + 2 voltas             | 16   |        |
| 9      | 21 | Nicola Larini      | Osella          | 75     | + 3 voltas             | 25   |        |
| 10     | 16 | Ivan Capelli       | March-Judd      | 72     | + 6 voltas             | 22   |        |
| Ret    | 12 | Ayrton Senna       | McLaren-Honda   | 66     | Acidente               | 1    |        |
| Ret    | 30 | Philippe Alliot    | Lola-Ford       | 50     | Colisão                | 13   |        |
| Ret    | 15 | Maurício Gugelmin  | March-Judd      | 45     | Sistema de combustível | 14   |        |
| Ret    | 9  | Piercarlo Ghinzani | Zakspeed        | 43     | Câmbio                 | 23   |        |
| Ret    | 19 | Alessandro Nannini | Benetton-Ford   | 38     | Câmbio                 | 6    |        |
| Ret    | 24 | Luis Pérez-Sala    | Minardi-Ford    | 36     | Semieixo               | 15   |        |
| Ret    | 5  | Nigel Mansell      | Williams-Judd   | 32     | Colisão                | 5    |        |
| Ret    | 22 | Andrea de Cesaris  | Rial-Ford       | 28     | Motor                  | 19   |        |
| Ret    | 25 | René Arnoux        | Ligier-Judd     | 17     | Motor                  | 20   |        |
| Ret    | 32 | Oscar Larrauri     | EuroBrun-Ford   | 14     | Freios                 | 18   |        |
| Ret    | 18 | Eddie Cheever      | Arrows-Megatron | 8      | Motor                  | 9    |        |
| Ret    | 26 | Stefan Johansson   | Ligier-Judd     | 6      | Motor                  | 26   |        |
| Ret    | 31 | Gabriele Tarquini  | Coloni-Ford     | 5      | Suspensão              | 24   |        |
| Ret    | 1  | Nelson Piquet      | Lotus-Honda     | 1      | Colisão                | 11   |        |
| Ret    | 36 | Alex Caffi         | Dallara-Ford    | 0      | Rodou                  | 17   |        |
| Ret    | 14 | Philippe Streiff   | AGS-Ford        | 0      | Acelerador             | 12   |        |
| DNQ    | 2  | Satoru Nakajima    | Lotus-Honda     |        |                        |      |        |
| DNQ    | 10 | Bernd Schneider    | Zakspeed        |        |                        |      |        |
| DNQ    | 23 | Adrián Campos      | Minardi-Ford    |        |                        |      |        |
| DNQ    | 4  | Julian Bailey      | Tyrrell-Ford    |        |                        |      |        |
| EXC    | 33 | Stefano Modena     | EuroBrun-Ford   |        | Não pesou o carro      |      | [ 19 ] |
| Fonte: |    |                    |                 |        |                        |      |        |

## Tabela do campeonato após a corrida
| Pos.   | Piloto           | Pontos |
| ------ | ---------------- | ------ |
| 1      | Alain Prost      | 24     |
| 2      | Gerhard Berger   | 14     |
| 3      | Ayrton Senna     | 9      |
| 4      | Nelson Piquet    | 8      |
| 5      | Michele Alboreto | 6      |
| Fonte: |                  |        |

| Pos.   | Construtor      | Pontos |
| ------ | --------------- | ------ |
| 1      | McLaren-Honda   | 33     |
| 2      | Ferrari         | 20     |
| 3      | Lotus-Honda     | 9      |
| 4      | Arrows-Megatron | 6      |
| 5      | Benetton-Ford   | 4      |
| Fonte: |                 |        |

- Nota: Somente as primeiras cinco posições estão listadas. Entre 1981 e 1990 cada piloto podia computar onze resultados válidos por temporada não havendo descartes no mundial de construtores.